# Chlorops nigripalpis
Chlorops nigripalpis är en tvåvingeart som först beskrevs av Oswald Duda 1933.  Chlorops nigripalpis ingår i släktet Chlorops och familjen fritflugor. Arten är reproducerande i Sverige. Inga underarter finns listade i Catalogue of Life.